# يس الفيل
يس قطب إبراهيم الفيل (1927م - 2014م)، شاعر مصري ولد عام 1927م في دست الأشراف بمحافظة البحيرة بمصر. حصل على شهادة صلاحية التدريس 1956م. عمل كاتباً بمنطقة دمنهور التعليمية، وأحيل إلى المعاش 1987م وكيلاً للعلاقات العامة. شارك في معظم مؤتمرات أدباء مصر في الأقاليم.
أحد مؤسسي جمعية الأدباء بدمنهور، وعضو رابطة الأدب الحديث بالقاهرة، وجمعية المؤلفين والملحنين، واتحاد كتاب مصر، والأمانة العامة لمؤتمر أدباء الأقاليم بمصر.

## دواوينه الشعرية
- الميلاد وحكايات الخريف، 1988م
- توقيعات حادة على الناي القديم، 1990م
- من فرسان الشعر العربي، (بالاشتراك) 1991م
- أغنية بلا وطن، 1993م
- أحزان الكمان، 1999م.

## أعماله الإبداعية الأخرى
تنوعت بين كتابة القصة والمسرحية والأغنية والنشيد والأوبريت والمقال، ومنها: أنا القاتل (مجموعة قصصية) 1956 - مدرسة الحياة (قصة قصيرة) ويواصل نشر إنتاجه في المجلات السعودية.
حصل على ست وثلاثين جائزة في الشعر، والأغنية، والنشيد، منها جائزة أحسن قصيدة لمسابقة مؤسسة جائزة عبد العزيز سعود البابطين للابداع الشعري 1991م، وجائزة نادي أبها الأدبي 1995م.

## وفاته
توفي يوم الأربعاء 30 أبريل 2014م عن عمر 87 عامًا.